# Art Acord
Art Acord (17 april 1890 - 4 januari 1931) was een Amerikaanse acteur ten tijde van de stomme film.

## Levensloop en carrière
Acord, een rodeokampioen, begon zijn filmcarrière in 1910. In zijn beginperiode werd hij vaak als stuntman ingezet. In de periode tot 1929 verscheen hij in meer dan 100 films, waarvan de meeste verloren zijn. Met de overgang naar de geluidsfilm beëindigde hij zijn carrière. 
Acord was driemaal gehuwd en driemaal gescheiden (zijn laatste echtgenote was actrice Louise Lorraine). Acord overleed in 1931. Hij is begraven op het Forest Lawn Memorial Park (Glendale). Voor zijn bijdrage aan de filmwereld heeft hij een ster gekregen op de Hollywood Walk of Fame.

## Films
- The Fighting Line (1919), regie B. Reeves Eason

- Bibliothèque nationale de France: cb14659531m (data)
- Gemeinsame Normdatei: 142452424
- International Standard Name Identifier: 0000 0003 5573 141X
- Library of Congress Control Number: n00041631
- SNAC: w68g8s6c
- Virtual International Authority File: 135643937
- WorldCat: E39PBJrgFqTjy4XJ3H9DK9dCwC